# Tetratheca confertifolia
Tetratheca confertifolia är en tvåhjärtbladig växtart som beskrevs av Joachim Steetz. Tetratheca confertifolia ingår i släktet Tetratheca och familjen Elaeocarpaceae. Inga underarter finns listade i Catalogue of Life.